# 乔纳坦·克里斯蒂
乔纳坦·克里斯蒂（1997年9月15日—），印尼男子羽毛球運動員，男子單打最高世界排名第二位。

## 羽球生涯
2013年7月，乔纳坦·克里斯蒂出戰印尼國際挑戰賽，在男子單打決賽，以2比0（21–17、21–10）横扫师兄印度尼西亚的阿兰夏·尤纳斯，贏得男子單打冠軍，以及個人首個世界羽聯國際挑戰賽冠軍。同年10月，乔纳坦·克里斯蒂代表印尼隊出戰泰國曼谷舉行的世界青年羽毛球錦標賽。在率先進行的混合团体赛中，印尼队以2比3不敌韩国队，获得团体赛亚军；而在個人賽事中，乔纳坦·克里斯蒂則在半準決賽以0比2（20-22,、18-21）不敌中国的赵俊鹏。
2014年8月，乔纳坦·克里斯蒂出戰印尼國際挑戰賽，在男子單打決賽，以2比3（10–11、11–9、11-5、8-11、3-11）不敌赛会二号种子韩国老将的李炫一，贏得亚軍，无缘卫冕。同年10月，乔纳坦·克里斯蒂出戰瑞士國際挑戰賽，在男子單打決賽，以3比2（9–11、9–11、11-6、11-9、11-10）险胜赛会三号种子香港的伍家朗，贏得男子單打冠軍，以及個人第二个世界羽聯國際挑戰賽冠軍。

### 2015年
乔纳坦·克里斯蒂入选在6月中的蘇迪曼盃名单，以主力身份为印尼队挺进八强。半决赛时，乔纳坦·克里斯蒂面对中国的谌龙，以0比2（10-21、15-21）不敌对手。最终印尼队以总比分1比3不敌卫冕冠军中国队。
乔纳坦·克里斯蒂作为其中一名主力入选出战2015年东南亚运动会羽毛球比赛。在準決賽，印尼队以3比2力克羽球强国马来西亚国家羽毛球队。决赛中，帮助印尼队以总比分3-2击退泰国国家羽毛球队，夺得团体赛金牌；而在個人賽事中，乔纳坦·克里斯蒂則在半準決賽以1比2（22-20、19-21、18-21）负于马来西亚的张维峰。

### 2016年
乔纳坦·克里斯蒂參加2016年馬來西亞羽毛球首要超級賽，在首圈先以局數 2:1 （21-13 、12-21、21-8）淘汰赛会7号种子中華台北的選手周天成；在次圈又以局數 2:0 （21-15 、23-21）横扫香港的胡贇。在八強的賽事中，他以2:0（21-19 、21-19）力克英格蘭的拉吉夫·欧斯夫晉級；但在四強卻以1比2（21-8、19-21、14-21）不敵赛会头号种子中國選手谌龙，四強止步。
同年，克里斯蒂入選印度尼西亚国家羽毛球队的大名单，以第二单打身份出战2016年湯姆斯盃。在小组赛中，他表现出色以3胜0负的佳绩，分别战胜了香港的胡贇、泰国的科希特·佩尔帕達布和印度的阿贾伊·贾亚拉姆，帮助印度尼西亚国家羽毛球队以第一名出线。在半準決賽，乔纳坦·克里斯蒂以（21-14、18-21、21-16）再次战胜了胡贇，挺进四场。在準決賽，尽管他首次失利，以0比2（10-21、16-21）不敌韩国的孫完虎，不过在隊友的努力下球隊也能闯进决赛。最终，印尼以总比分2:3不敌丹麦国家羽毛球队，屈居亚军。

### 2017年

#### 东南亚双冠
乔纳坦·克里斯蒂作为印尼主力出战2017年东南亚运动会羽毛球比赛。在準決賽，印尼队以3比0击败泰国国家羽毛球队。决赛中，帮助印尼队以总比分3-0淘汰了马来西亚国家羽毛球队，夺得团体赛金牌；而在個人賽事中，乔纳坦·克里斯蒂在決賽中以2比0（21-19、21-10）轻取泰国的科希特·佩尔帕达布，成为了本届比赛的双冠王。

#### 双雄包揽冠亚
同年年低9月，乔纳坦·克里斯蒂出戰韓國羽毛球超級賽，首圈以2比1（21-16、21-23、21-12）逆转了韩国的李炫一。次圈，以2比0 （21-16、21-14）力克巴西的伊戈尔·科埃略。在八强中，以2-1（21-13、16-21、21-19）险胜日本的坂井一將。在準决赛中，以2-0（21-13、21-17）完胜了赛会7号种子、中華台北的王子維，携手队友一同直闯决赛并且提前为印尼单打包揽冠亚军。在决赛中，迎战队友安东尼·西尼苏卡·金廷以1比2（13-21、21-19、20-22）赢得了亚军。同时，俩人都是印尼单打的新一代绝对主力，这次的会师让人看到印尼单打有非常强大的实力。

## 个人生活
乔纳坦的妻子是前JKT48的成员沙妮娅·朱妮雅那塔。

## 技術及評價
乔纳坦·克里斯蒂在剛出道時是一位充滿力量及速度的選手。

## 主要比賽成績
只列出曾進入準決賽的國際賽事成績：
| 年份   | 賽事                       | 公開賽級別 | 項目     | 成績   |
| ------ | -------------------------- | ---------- | -------- | ------ |
| 2013年 | 印度尼西亞羽毛球國際挑戰賽 | 國際挑戰賽 | 男子單打 | 冠軍   |
| 2013年 | 世界青年羽毛球錦標賽       | 其他       | 混合團體 | 亞軍   |
| 2014年 | 世界青年羽毛球錦標賽       | 其他       | 混合團體 | 亞軍   |
| 2014年 | 印度尼西亞羽毛球國際挑戰賽 | 國際挑戰賽 | 男子單打 | 亞軍   |
| 2014年 | 瑞士羽毛球國際賽           | 國際挑戰賽 | 男子單打 | 冠軍   |
| 2014年 | 巴林羽毛球國際挑戰賽       | 國際挑戰賽 | 男子單打 | 準決賽 |
| 2015年 | 蘇迪曼盃                   | 其他       | 混合團體 | 季軍   |
| 2015年 | 東南亞運動會羽毛球比賽     | 其他       | 男子團體 | 金牌   |
| 2016年 | 亞洲羽毛球團體錦標賽       | 其他       | 男子團體 | 冠軍   |
| 2016年 | 馬來西亞羽毛球首要超級賽   | 首要超級賽 | 男子單打 | 準決賽 |
| 2016年 | 湯姆斯盃                   | 其他       | 男子團體 | 亞軍   |
| 2017年 | 泰國羽毛球黃金大獎賽       | 黃金大獎賽 | 男子單打 | 亞軍   |
| 2017年 | 東南亞運動會羽毛球比賽     | 其他       | 男子團體 | 金牌   |
| 2017年 | 東南亞運動會羽毛球比賽     | 其他       | 男子單打 | 金牌   |
| 2017年 | 韓國羽毛球超級賽           | 超級賽     | 男子單打 | 亞軍   |
| 2018年 | 亞洲羽毛球團體錦標賽       | 其他       | 男子團體 | 冠軍   |
| 2018年 | 紐西蘭羽毛球公開賽         | 超級300賽  | 男子單打 | 亞軍   |
| 2018年 | 湯姆斯盃                   | 其他       | 男子團體 | 銅牌   |
| 2018年 | 亞洲運動會羽毛球比賽       | 其他       | 男子團體 | 银牌   |
| 2018年 | 亞洲運動會羽毛球比賽       | 其他       | 男子單打 | 金牌   |
| 2018年 | 韓國羽毛球公開賽           | 超級500賽  | 男子單打 | 準決賽 |
| 2019年 | 印尼羽球大師賽             | 超級500賽  | 男子單打 | 準決賽 |
| 2019年 | 馬來西亞羽毛球公開賽       | 超級750賽  | 男子單打 | 準決賽 |
| 2019年 | 紐西蘭羽毛球公開賽         | 超級300賽  | 男子單打 | 冠軍   |
| 2019年 | 蘇迪曼盃                   | 其他       | 混合團體 | 季軍   |
| 2019年 | 澳洲羽毛球公開賽           | 超級300賽  | 男子單打 | 冠軍   |
| 2019年 | 日本羽毛球公開賽           | 超級750賽  | 男子單打 | 亞軍   |
| 2019年 | 法國羽毛球公開賽           | 超級750賽  | 男子單打 | 亞軍   |
| 2019年 | 香港羽毛球公開賽           | 超級500賽  | 男子單打 | 準決賽 |
| 2019年 | 東南亞運動會羽球比賽       | 其他       | 男子團體 | 金牌   |
| 2020年 | 亞洲羽毛球團體錦標賽       | 其他       | 男子團體 | 冠軍   |
| 2021年 | 湯姆斯盃                   | 其他       | 男子團體 | 冠軍   |
| 2021年 | 印尼羽毛球公開賽           | 超級1000賽 | 男子單打 | 準決賽 |
| 2022年 | 瑞士羽毛球公開賽           | 超級300賽  | 男子單打 | 冠軍   |
| 2022年 | 韓國羽毛球公開賽           | 超級500賽  | 男子單打 | 亞軍   |
| 2022年 | 亞洲羽毛球錦標賽           | 其他       | 男子單打 | 亞軍   |
| 2022年 | 湯姆斯盃                   | 其他       | 男子團體 | 亞軍   |
| 2022年 | 馬來西亞羽毛球公開賽       | 超級750賽  | 男子單打 | 準決賽 |
| 2022年 | 世界羽聯世界巡迴賽總決賽   | 總決賽     | 男子單打 | 準決賽 |
| 2023年 | 印度羽毛球公開賽           | 超級750賽  | 男子單打 | 準決賽 |
| 2023年 | 印尼羽毛球大師賽           | 超級500賽  | 男子單打 | 冠軍   |
| 2023年 | 日本羽球公開賽             | 超級750賽  | 男子單打 | 亞軍   |
| 2023年 | 中國羽毛球公開賽           | 超級1000賽 | 男子單打 | 準決賽 |
| 2023年 | 香港羽毛球公開賽           | 超級500賽  | 男子單打 | 冠軍   |
| 2023年 | 法國羽毛球公開賽           | 超級750賽  | 男子單打 | 冠軍   |
| 2023年 | 世界羽聯世界巡迴賽總決賽   | 總決賽     | 男子單打 | 準決賽 |
| 2024年 | 全英羽毛球公開賽           | 超級1000賽 | 男子單打 | 冠軍   |
| 2024年 | 亞洲羽毛球錦標賽           | 其他       | 男子單打 | 冠軍   |
| 2024年 | 汤姆斯盃                   | 其他       | 男子團體 | 亞軍   |
| 2024年 | 香港羽毛球公開賽           | 超級500賽  | 男子單打 | 準決賽 |
| 2024年 | 中國羽毛球公開賽           | 超級1000賽 | 男子單打 | 準決賽 |
| 2024年 | 北極羽毛球公開賽           | 超級500賽  | 男子單打 | 亞軍   |
| 2024年 | 日本熊本羽毛球大師賽       | 超級500賽  | 男子單打 | 準決賽 |
| 2024年 | 中國羽毛球大師賽           | 超級750賽  | 男子單打 | 亞軍   |
| 2024年 | 世界羽聯世界巡迴賽總決賽   | 總決賽     | 男子單打 | 準決賽 |
| 2025年 | 印度羽毛球公開賽           | 超級750賽  | 男子單打 | 準決賽 |
| 2025年 | 印尼羽毛球大師賽           | 超級500賽  | 男子單打 | 亞軍   |
| 2025年 | 蘇迪曼盃                   | 其他       | 混合團体 | 季軍   |

| 2007-2017年 | 首要超級賽 | 超級賽 | 黃金大獎賽 | 大獎賽 | 國際挑戰賽 | 國際系列賽 | 未來系列賽 | 其他 |

| 2018-2026年 | 總決賽 | 超級1000賽 | 超級750賽 | 超級500賽 | 超級300賽 | 超級100賽 | 國際挑戰賽 | 國際系列賽 | 未來系列賽 | 其他 |

### 奧運會和世錦賽參賽紀錄
|          | 2018 | 2019 | 2020 | 2021  | 2022 | 2023 | 2024       |
| -------- | ---- | ---- | ---- | ----- | ---- | ---- | ---------- |
| 男子單打 | 64強 | 8強  | 16強 | 64強1 | 8強  | 64強 | 小組第二名 |

- ^  注解1：退賽

### 世界冠軍頭銜
乔纳坦·克里斯蒂在羽毛球生涯中共奪得1項羽毛球世界冠軍頭銜。
| 賽事     | 奪冠次數 | 年份               |
| -------- | -------- | ------------------ |
| 湯姆斯盃 | 1        | 2020年（男子團體） |
| 總計     | 1        |                    |

## 主要對賽紀錄
乔纳坦·克里斯蒂與主要對手的對賽成績如下（只列出對賽三次或以上對手，僅包括影響世界排名積分的賽事，截至2025年3月6日）：
| 對手                          | 對賽次數 | 對賽結果 | 對賽結果 | 總計 |
| 對手                          | 對賽次數 | 勝       | 負       | 總計 |
| ----------------------------- | -------- | -------- | -------- | ---- |
| 石宇奇                        | 9        | 5        | 4        | +1   |
| 林丹（退役）                  | 7        | 3        | 4        | -1   |
| 諶龍                          | 5        | 0        | 8        | -8   |
| 簡·奧·約根森                  | 7        | 5        | 2        | +3   |
| 安德斯·安東森                 | 8        | 5        | 3        | +2   |
| 安賽龍                        | 7        | 2        | 5        | -3   |
| 拉吉夫·欧斯夫                 | 5        | 3        | 2        | +1   |
| 胡贇（退役）                  | 6        | 6        | 0        | +6   |
| 黃永棋                        | 5        | 4        | 1        | +3   |
| 李卓耀                        | 5        | 3        | 2        | +1   |
| 伍家朗                        | 9        | 4        | 5        | -1   |
| 普蘭諾伊·哈塞納·蘇尼爾·庫馬爾 | 8        | 5        | 3        | +2   |
| 斯里坎特·基达姆比             | 9        | 5        | 4        | +1   |
| 塞·帕拉內斯·巴米迪帕提        | 5        | 3        | 2        | +1   |
| 安東尼·西尼蘇卡·金廷          | 7        | 4        | 3        | +1   |
| 西本拳太                      | 10       | 6        | 4        | +2   |
| 桃田賢斗                      | 6        | 1        | 5        | -4   |
| 孫完虎                        | 6        | 2        | 4        | -2   |
| 全奕陳                        | 3        | 0        | 3        | -3   |
| 劉國倫                        | 5        | 4        | 1        | +3   |
| 李梓嘉                        | 6        | 4        | 2        | +2   |
| 駱建佑                        | 5        | 5        | 0        | +5   |
| 許仁豪                        | 5        | 4        | 1        | +4   |
| 周天成                        | 9        | 6        | 4        | +2   |
| 王子维                        | 10       | 5        | 7        | -2   |
| 科希特·佩尔帕达布             | 7        | 6        | 1        | +5   |
| 昆拉武特·威提訕               | 5        | 3        | 2        | +1   |

## 外部連結
- 乔纳坦·克里斯蒂在BWFBadminton.com（英语）
- 乔纳坦·克里斯蒂在BWF.TournamentSoftware.com（英语）
- 乔纳坦·克里斯蒂在Olympics.com（英语）
- 乔纳坦·克里斯蒂在Olympedia（英语）
- 乔纳坦·克里斯蒂在Flashscore（英语）